# Милева Първанович
Милева Първанович (на сръбски: Милева Првановић или Mileva Prvanović) е сръбска математичка, специализирала в областта на диференциалната геометрия. Тя е академик на Сръбската академия на науките и изкуствата и пенсиониран професор в Университета в Нови Сад.
Първанович е родена на 16 юли 1929 в Княжевац в семейството на професора по математитка Станко Първанович (1904 – 1982). След като завършва следването си в Белградския университет, тя придобива докторска степен през 1955 от Загребския университет под научното ръководство на Данило Блануша с дисертация в областта на диференциалната геометрия („Парагеодезични пространства и парагеодезични криви в подпространствата на Римановите пространства“). Така тя става първият студент в Сърбия, защитил докторат по геометрия.
След като защитава доктората си, тя започва работа като асистент в Сръбската академия на науките, а впоследствие в катедрата по математика на Университета в Нови Сад. През 1957 година е повишена в старши асистент, през 1962 година – в доцент, и в пълен професор – през 1967 година. Пенсионира се през 1993 година.
Наред със задълженията си на преподавател, Милева Първанович изпълнява задължения и като главен редактор на списанието „Publications de l'Institut Mathématique“ на Института по математика на Сръбската академия на науките и изкуствата.
През 1981 година е избрана за действителен член (академик) на Сръбската академия на науките и изкуствата. Математически семинар през 2014 година във Върнячка баня е проведен в чест на 85-ата ѝ годишнина.